# Radek Burda

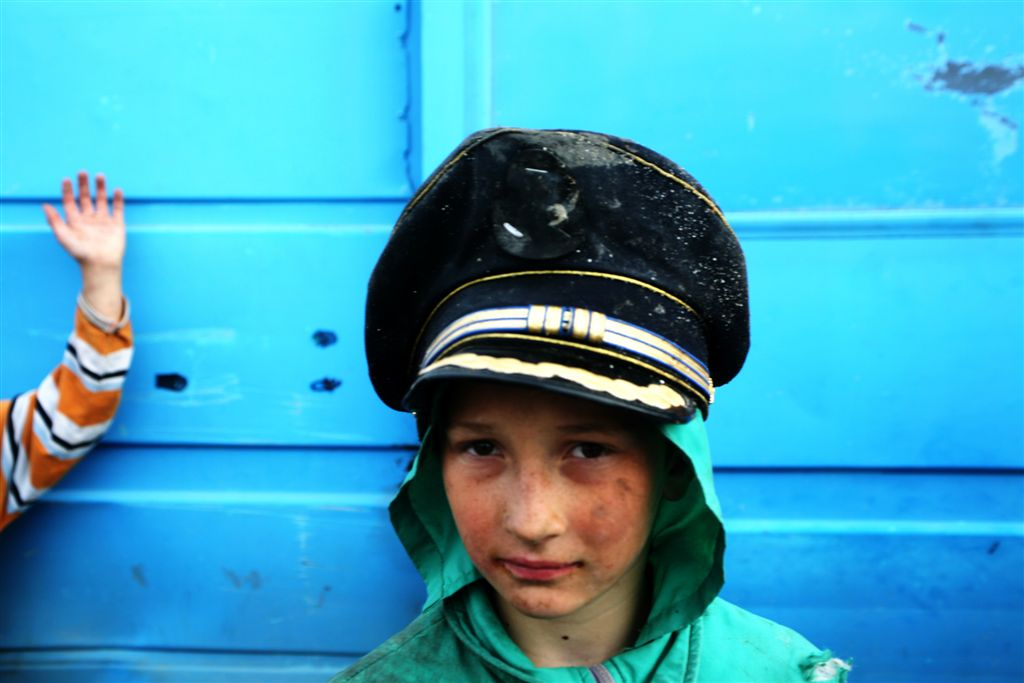
Radek Burda: Děti ulice

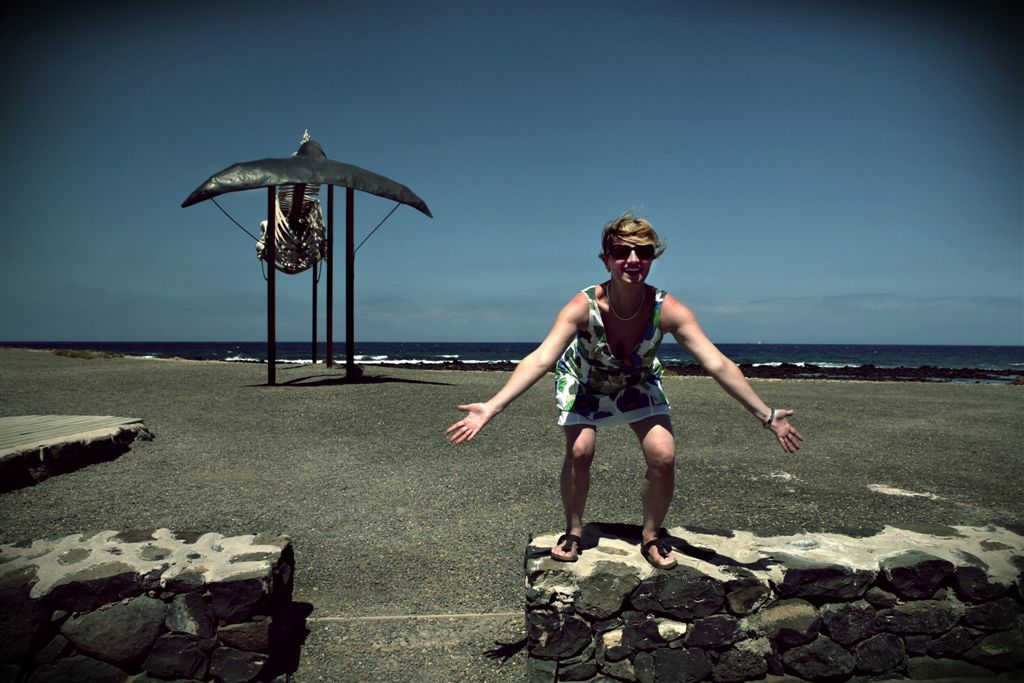
Radek Burda: Na dovolené

Radek Burda (* 14. ledna 1964 Pardubice) je současný český fotograf. V současnosti žije v malé vesnici poblíž Prahy.

## Život a tvorba
Dětství strávil v Hradci Králové. Vystudoval Matematicko-fyzikální fakultu, kde získal titul RNDr. Odešel pracovat do Teplic. Založil a dvacet let provozoval cestovní kancelář. Fotografie z jeho cest lze nalézt v nejvýznamnějších českých magazínech. Poslední tvorba se začíná odchylovat od běžné reportážní fotografie z exotických zemí a událostí, začíná pracovat i na domácích tématech, pomalu upouští od ryze dokumentárního stylu a orientuje se na fotografické cykly s myšlenkovým podtextem. Stále více touží sdělovat příběhy vlastní než ty potkané. Začíná s fotografií manipulovat a vytváří fotografické montáže.
V roce 2011 založil a každoročně vede mezinárodní fotografickou soutěž Photo Annual Awards. Účastníky této soutěže bylo několik vítězů World Press Photo, jako i vítězů Czech Press Photo.

## Ocenění a výstavy
Jeho fotografie se objevily v magazínu Foto8 v Londýně, v galerii Moderního umění v San Diegu, nebo na největším festivalu fotografie, na New York Photo Festival.
Největším úspěchem je nominace na shortlist mezi deset nejlepších profesionálních kampaní světa, na Sony World Photography Awards za rok 2010 za cyklus Žijeme v IKEA. Oceňované snímky v této kategorii vybírala legenda světové fotografie Nadav Kander[zdroj?]. Úspěch v soutěži se mu podařilo zopakovat i v roce 2011, kdy se na shortlist dostala jeho série "I love Hong Kong" .
Za cyklus Žijeme v IKEA a sérii Gardens and gardeners získal ocenění Prix de la photographie paris.
Vynikajícím výsledkem je 2. místo v mezinárodní soutěži IPA 2008, Los Angeles v kategorii Sport s Editorialem "Soccer hope". V této stejné soutěži a ve stejném roce v jiné kategorii vyhrála i legenda Justin Maxon a český fotograf Josef Koudelka byl na ceremoniálu v New Yorku uveden do síně slávy.

## Publikační činnost
Systematicky a dlouhodobě píše články a eseje o fotografii do mnoha českých periodik, jako je například příloha "Kavárna" deníku MF DNES, Lidové noviny, Lidé a země nebo MF Plus. Každou sobotu v letech 2011 až 2012 vycházel jeho pravidelný blog na serveru Digiarena , v současnosti nepravidelně své úvahy publikuje na serveru Aktualne.cz. Asi největší ohlas vzbudila jeho kritická esej o díle fotografa Jana Reicha "Fotoaparát je okno do duše" uveřejněná v Lidových novinách dne 28. července 2012. Od prosince 2013 je vydavatelem mezinarodního fotografického časopisu Art Photo (www.artphotomag.com), který vychází pravidelně každých 14 dní.

## Galerie

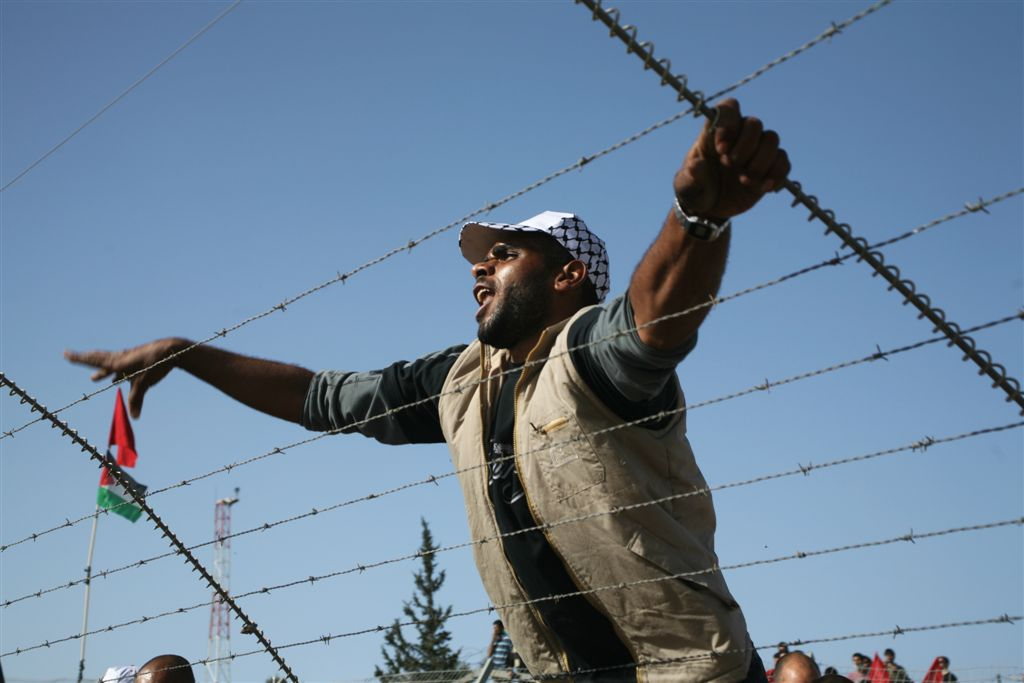
Radek Burda: Palestinsko - Izraelský konflikt
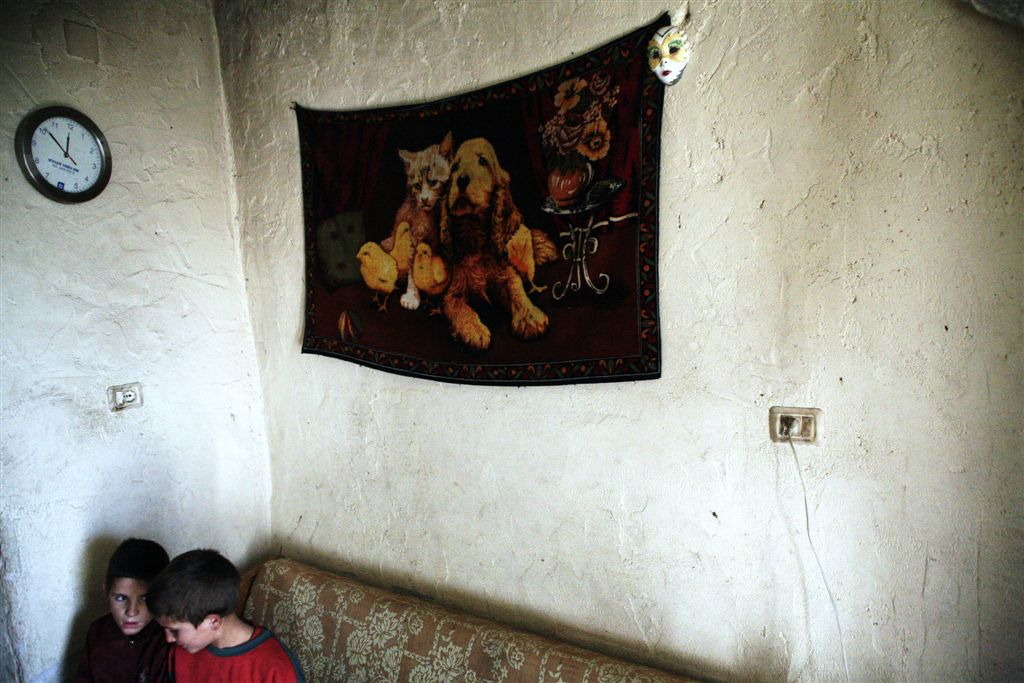
Radek Burda: Sirotci
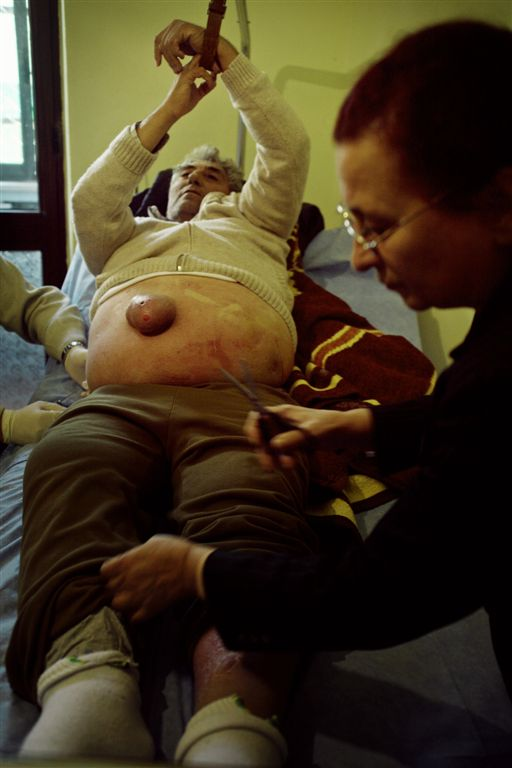
Radek Burda: Rakovina - poslední stadium